# Gymnocalycium ambatoense
Gymnocalycium ambatoense (Piltz, 1980; синонім: Gymnocalycium ambatoensis, Gymnocalycium mazanense, Backeb., 1935.; укр. Гімнокаліціум амбатоензе, Гімнокаліціум амбатський) — кактус з роду гімнокаліціум.

## Етимологія
Видова назва походить від Сьєрра-де-Амбато — гірського хребта у провінції Катамарка (Аргентина), де зростає цей вид.

## Біологічний опис
- Стебло одиночне, сплющенокулеподібне до кулястого, верхівка трохи поглиблена, епідерміс темно-зелений, матовий, на верхній стороні горбиком більш-менш точковий; до 15 см діаметром, 5-10 см заввишки.
- Ребра: 9-17, зазвичай сходять прямовисно (іноді розділені, на неправильні 6-кутні горбики і тоді сходять злегка спірально), на половині висоти рослини близько 2 см шириною і 1 см заввишки, у основи, до 3 см шириною і більш плоскі, під ареолами виступають у вигляді підборіддяподібних горбиків, нижче такого горбика — більш-менш горизонтальна поперечна зарубка.
- Ареоли: віддалені один від одного на 2,5-3,5 см, овальні, 5-15 мм завдовжки і 3-7 мм завширшки, вовна в ареолах на новому прирості світло-сіра до кремово-білої, на старіших ареолах сіро-чорна до чорної, на основі знову стає сірою.
- Крайні колючки: (5) −11, міцні шилоподібні і зазвичай овальні в перетині, рідко сплющені, звичайно розподілені попарно, одна направлена вниз, вигнута до тіла або ж відстоїть, рожеві до рожево-сірих, в культурі поступово блякнуть, на новому прирості темно-червоно-коричневі з світлішим кінцем, 1,5-3 см (4 см) завдовжки.
- Середні колючки: зрідка відсутні, зазвичай 1, максимум до 3, теж міцні шилоподібні, прямі або злегка зігнуті і віддалені, колір такий же, як у крайніх колючок, на кінці темно-рожеві, 2-2,5 см (до 5 см) завдовжки.
- Квітки: з ареол поблизу верхівки, 2,5-4,5 см завдовжки, 3-4 см діаметром, дзвонові; перікарпель: 0,9-1,5 см завдовжки, близько 1,5 см діаметром, темно-зелений, лусочки напівкруглі, до б мм завширшки і 3 мм завдовжки, рожеві зі світлим краєм, на кінці — темно-червона крапка; нектарна камера: 1,5-2,5 см заввишки, лілово-червона; рецептакул: всередині темно-кармінний, зовні темно-зелений до оливково-зеленого, 18-23 мм діаметром, 10-15 мм завдовжки, лусочки внизу 7 мм шириною і 5 мм заввишки, вгорі до 9 мм завширшки і 10 мм довжиною, оливкові з рожевою облямівкою; листочки періанта: зовнішні туполопатчаті до закруглених, 7-8 мм шириною, з оливково-зеленої серединою і рожевобілим краєм, проміжні листочки туполопатчаті, витягнуті до шіроколанцетоподібних, шовковисто-блискучі білі, з рожево-коричневою середньої смугою, до 2 см завдовжки, 7-8 мм шириною, внутрішні листочки заостреннолопатчатие до ланцетовідних, шовковисті білі зі світло-рожевого до світло-оливковою тонкої середньої смугою, в основі сильніше червонуваті, 17-19 мм завдовжки, 3-6 мм шириною; тичинки: первинні — в один ряд, притулені до стовпчика, вторинні розподілені рядами по всій внутрішній стінці рецептакула, нахилені до середини, самі верхні зазвичай підносяться над гілками рильця, все близько 6 мм завдовжки, жовті, основа їх червонувата, пиляки брудно-лілові, пилок жовтий; стовпчик: разом з гілками рильця до 15 мм довжиною, 2,5 мм завтовшки, під приймочкою трохи товщий, світло-жовтий.
- Плід: ширококолий, до 1,7 см завдовжки, до 2,3 см завширшки, матовий, темно-зелений, розкривається збоку від основи.
- Насіння: близько 1 мм заввишки, 0,7-0,8 мм завширшки, червоно-коричневі до чорно-коричневих, без блиску, з круглими бородавками; хілум глибоко занурений, облямівка хілума сильно вугласта.

## Ареал та умови зростання
- Батьківщина: північна Аргентина, провінція Катамарка, Сьєрра-Амбато, на висоті близько 900–1100 м над рівнем моря.
- Рослини ростуть на типовому місцеперебуванні в затінених місцях під захистом трав і чагарників.

На місцезростаннях, розташованих південніше, вид знаходять в сонячних місцях розташування.

## Догляд у культурі
Сонячне освітлення, добре дренований, повітро- і водопроникний субстрат. Полив після повного просихання субстрату в період вегетації. Холодна суха зимівля 8-10 °C.

## Систематика
У деяких джерелах Gymnocalycium ambatoense розглядається як синонім Gymnocalycium hybopleurum (K.Schum.) Backeb.